# Mariano Artigas

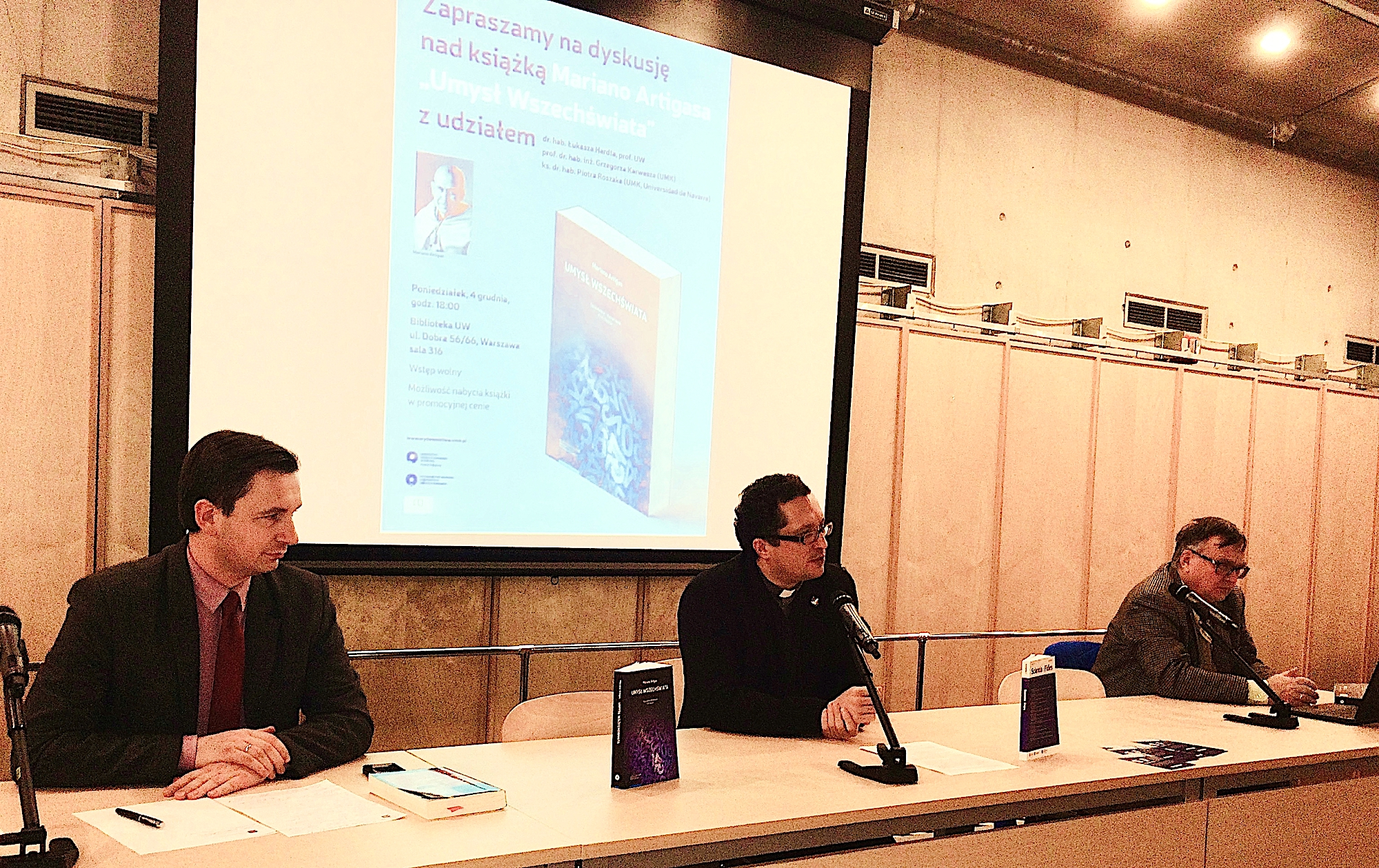
Prezentacja polskiego wydania książki M. Artigasa Umysł Wszechświata w gmachu BUW 4 grudnia 2017 z udziałem (od lewej) Łukasz Hardta, Piotra Roszaka i Grzegorza Karwasza

Mariano Artigas Mayayo (ur. 15 grudnia 1938 w Saragossie, zm. 23 grudnia 2006 w Pampelunie) – hiszpański duchowny katolicki, teolog, fizyk, filozof i pisarz.

## Życiorys
Po studiach fizyki w Barcelonie udał się do Rzymu, w 1963 r. uzyskał doktorat z filozofii na Uniwersytecie Laterańskim, a 9 sierpnia 1964 r. otrzymał święcenia kapłańskie.  W 1969 uzyskał po raz drugi doktorat z filozofii i w 1978 r. z fizyki na Uniwersytecie w Barcelonie, gdzie pracował w duszpasterstwie akademickim i wykładał w latach 1968–1972. Wykładał epistemologię, filozofię przyrody i filozofię nauki. Od 1987 r. był profesorem na Uniwersytecie Nawarry w Pampelunie, w latach 1988–1998 dziekanem Wydziału Filozofii Kościelnej. Gościnnie wykładał na Uniwersytecie św. Krzyża w Rzymie, Uniwersytecie w Piura i innych uczelniach w Ameryce Łacińskiej i w Europie. W Polsce przebywał na konferencji teologicznej w Krakowie i w Tarnowie w 1996 r. 23 września 2008 r. Wydział Teologii UMK w Toruniu zorganizował sympozjum poświęcone osobie ks. Mariano Artigasa.
Był konsultorem Papieskiej Rady do spraw Dialogu z Niewierzącymi (następnie połączonej z Papieską Radą do spraw Kultury), członkiem Europejskiego Stowarzyszenia Nauki i Teologii (en: European Association for the Study of Science and Theology) z siedzibą na Uniwersytecie w Cambridge i Académie Internationale de Philosophie des Sciences, Papieskiej Akademii św. Tomasza z Akwinu. W 2002 r. został współtwórcą CRYF - Grupy Badawczej Wiedza, Rozum i Wiara (hiszp.: Grupo de Investigación sobre Ciencia, Razón y Fe), zajmującej się interdyscyplinarnymi badaniami zagadnień z pogranicza nauki, filozofii i teologii. 
Od 1956 członek Prałatury Personalnej Opus Dei.

## Prace
Napisał ponad 20 książek naukowych i religijnych oraz wiele artykułów w czasopismach specjalistycznych i liczne recenzje prac innych autorów. W książce Galileo y el Vaticano, wydanej pośmiertnie w 2008 r. wykorzystał szereg dotąd nieznanych materiałów archiwalnych dotyczących tzw. sprawy Galileusza. Przedmiotem jego badań była również m.in. teoria ewolucji i filozofia Karla Poppera. Niektóre dzieła, wydane w języku hiszpańskim, były też tłumaczone na język angielski. Polskie tłumaczenia jeszcze nie ukazały się.
Tytuły ważnych prac:
- La búsqueda sin término (1979)
- Introducción a la filosofía (1984)
- Ciencia, razón y fe (1984)
- El hombre a la luz de la ciencia (1992)
- Umysł Wszechświata (tłum. Piotr Roszak), Wydawnictwo Naukowe Uniwersytetu Mikołaja Kopernika, Toruń 2017, 548 s., ISBN 978-83-231-3919-5 (oryg. La mente del Universo (1998))
- The Ethical Nature of Karl Popper´s Theory of Knowledge (1999)
- Galileo in Rome, The Rise and Fall of a Troublesome Genius (2003)
- Negotiating Darwin, The Vatican confronts evolution, 1877-1902(2005)
- Knowing Things for Sure, Science and Truth (2006)
- Galileo Observed: Science and the Politics of Belief - z William R. Shea (2006)
- Oracles of Science: Celebrity Scientists versus God and Religion - z Karl Giberson (2006)